# Sunshine After the Rain
«Sunshine After The Rain» (en español: «Rayo de sol después de la Lluvia») es una canción del cantante alemán Alexander Klaws. La canción fue escrita por Svein Finneide, Aslak Johnsen, Ken Ingwersen y Jon Rydningen, con la producción de este último, y grabada para el segundo álbum de Klaws Here I Am (2004). Lanzada como el tercer sencillo del álbum, alcanzó los cinco primeros puestos de la lista de sencillos alemana y entró en el top veinte en Austria.  

## Créditos
- Letra y música: Aslak Johnsen, Svein Finneide, Jon Rydningen y Ken Ingwersen
- Productor: Ken Ingwersen y Jon Rydningen, excepto tema 2 por Chris Kusch, Gary B. y O-Jay para Blue PM
- Pregrabación: Bohlen O2 Studios
- Mezcla: Ken Ingwersen y Jon Rydningen, excepto tema 2 por Chris Kusch, Gary B. y O-Jay para Blue PM
- Diseño de Arte: Reinsberg
- Fotografía: Sebastian Schmidt
- Distribución: BMG

## Lista de canciones
CD-Maxi Hansa / 19 82876 62475 2 (BMG)	07.06.2004
1. «Sunshine After The Rain» (Radio Versión) 3:11
2. «Sunshine After The Rain» (Alternative Pop Version) 2:58
3. «Sunshine After The Rain» (Summer Dream Version) 4:24
4. «Sunshine After The Rain» (Acoustic Version) 3:11
5. «Sunshine After The Rain» (Versión instrumental) 3:11

## Posicionamiento en listas
| Lista (2004)                          | Máxima posición |
| ------------------------------------- | --------------- |
| Alemania (Offizielle Deutsche Charts) | 5               |
| Austria (Ö3 Austria Top 40)           | 19              |
| Suiza (Schweizer Hitparade)           | 36              |